# Phaedinus tricolor
Phaedinus tricolor là một loài bọ cánh cứng trong họ Cerambycidae.